# Simon Conway Morris
Simon Conway Morris (ur. 6 listopada 1951 w Carshalton) – brytyjski paleontolog, członek Royal Society.

## Życiorys
Wyróżnił się dokładnymi badaniami kambryjskich skamieniałości z łupków z Burgess.
Jako chrześcijanin i ewolucjonista sprzeciwia się inteligentnemu projektowi, kreacjonizmowi Młodej Ziemi i materializmowi.